# Nu vreau să mă însor
Nu vreau să mă însor este un film românesc din 1961 regizat de Manole Marcus. Rolurile principale au fost interpretate de actorii Liliana Tomescu, Nae Roman, Vasile Tomazian și Geo Barton.

## Distribuție
Distribuția filmului este alcătuită din:
- Liliana Tomescu — dactilografa Geta
- Nae Roman — Burlacu, responsabilul artistic de la întreprinderea Texlon
- Vasile Tomazian — maistrul Ștefan Barbu
- Geo Barton — compozitorul și dirijorul Petre Grigorescu-Manta
- Ștefan Tapalagă — fagotistul Marius Popescu
- Irina Petrescu — muncitoarea Rodica Barbu, fiica maistrului Barbu
- Maria Dumitrache — muncitoarea Sanda Marinescu
- Cristea Avram — ing. Preda
- Coca Andronescu — muncitoarea Margareta Poznașu, fata șugubeață
- Maria Voluntaru — soția maistrului Barbu
- Rozalia Avram
- Toma Caragiu — cântărețul de operă
- Eugen Popiță — flautistul care vrea să cânte la tubă, prietenul lui Marius Popescu
- Lidia Roman
- Elena Sereda — directoarea întreprinderii Texlon
- Silvia Poluxis

## Primire
Filmul a fost vizionat de 3.034.898 de spectatori în cinematografele din România, după cum atestă o situație a numărului de spectatori înregistrat de filmele românești de la data premierei și până la data de 31 decembrie 2014 alcătuită de Centrul Național al Cinematografiei.